# Zoltán Sasvári
Zoltán Sasvári (* 20. Februar 1956 in Szikszó, Ungarn) ist ein ungarischer Mathematiker.

## Leben und Forschung
Zoltán Sasvári wurde 1956 in Ungarn geboren und lebt seit 1981 in Dresden. Von 1970 bis 1974 besuchte er das Gymnasium in Szikszó. Anschließend studierte er von 1975 bis 1980 Mathematik an der Kossuth Lajos Universität in Debrecen. Seine Diplomarbeit schrieb er über den Satz von Bochner auf lokalkompakten Gruppen. Nach einer Anstellung als Programmierer beim ungarischen Energieversorger Émász in Miskolc ging er 1981 als wissenschaftlicher Assistent zur Sektion Mathematik der TU Dresden. Dort wurde er 1984 bei Werner Wolf promoviert (Einige Beiträge zur Theorie der positiv definiten Funktionen mit Anwendungen für Charakterisationsprobleme der mathematischen Statistik). Im Jahr 1986 verteidige er seine Dissertation B zum Thema Definisierbare Funktionen auf Gruppen, die von Heinz Langer betreut und vom Wissenschaftlichen Rat der Hauptforschungsrichtung Stochastik als „Hervorragende Leistung“ ausgezeichnet wurde. 1988 erhielt er den Preis der TU Dresden für seine wissenschaftlichen Leistungen. Von 1993 bis 2022 hatte er eine Professur am Institut für mathematische Stochastik der TU Dresden inne.
Sein Forschungsschwerpunkt liegt im Grenzbereich der harmonischen Analysis und der Theorie stochastischer Prozesse. Insbesondere beschäftigt er sich mit positiv definiten Funktionen und deren Verallgemeinerungen (Funktionen mit negativen Quadraten und definisierbare Funktionen) sowie deren zugehörigen stochastischen Prozessen (stationäre Prozesse und intrinsisch stationäre Prozesse).
Einige seiner Beiträge haben praktische Relevanz für die Qualitätssicherung in der Halbleiterindustrie oder die Beschreibung mikromagnetischer Wechselwirkungen von Nanoobjekten.
Als Hobbymusiker beschäftigt er sich nebenbei auch mit der Mathematik der Rhythmen, zu welchem Thema er auch mehrfach Beiträge zur Langen Nacht der Wissenschaften in Dresden angeboten hat.

## Ausgewählte Veröffentlichungen
- Zoltán Sasvári: Positive definite and definitizable functions. Akademie Verlag, Berlin 1994, ISBN 3-05-501446-4.
- Torben Maack Bisgaard, Zoltán Sasvári: Characteristic functions and moment sequences. Positive definiteness in probability. Nova Science, Huntington, NY 2000, ISBN 1-56072-860-4.
- Zoltán Sasvári: Multivariate characteristic and correlation functions. de Gruyter, Berlin 2013, ISBN 978-3-11-022398-9.